# Strobilanthes japonicus
Strobilanthes japonicus är en akantusväxtart som först beskrevs av Carl Peter Thunberg, och fick sitt nu gällande namn av Friedrich Anton Wilhelm Miquel. Strobilanthes japonicus ingår i släktet Strobilanthes och familjen akantusväxter. Inga underarter finns listade i Catalogue of Life.